# Basketball Champions League 2025/26
Die Basketball Champions League 2025/26 wird die zehnte Spielzeit der Basketball Champions League.

## Modus
Wie im Vorjahr nehmen 32 Mannschaften an der Hauptrunde teil. 29 Teams haben sich über ihre nationalen Ligen direkt qualifiziert. An der Qualifikation nehmen 24 Mannschaften teil, die in drei Qualifikationsturnieren drei weitere Teilnehmer für die Gruppenphase ausspielen.
In der Hauptrunde treten in acht Gruppen je vier Mannschaften pro Hauptrundengruppe in einem Rundenturnier gegeneinander an, in der jede Mannschaft je einmal ein Hin- und Rückspiel gegen jeden anderen Gruppenteilnehmer spielt. Die Ergebnisse ergeben pro Gruppe ein Ranking, in der die Gruppensieger sich direkt für die Achtelfinale qualifizieren, während die Zweit- und Drittplatzierten für eine Zwischenrunde im „Best-of-Three“-Modus qualifiziert sind. Die Gruppenletzten scheiden aus dem Europapokal aus.
Die acht Gruppensieger sowie die acht Sieger aus der Zwischenrunde werden in vier Gruppen je vier Mannschaften verteilt, wobei jede Mannschaft ein Hin- und Rückspiel gegen den anderen absolviert. Die Mannschaften auf Plätzen 1 und 2 qualifizieren sich für die Viertelfinale, die verbliebenen Vereine scheiden aus.
In den Viertelfinalen werden durch „Best-of-Three“-Modus vier Teilnehmer für das Final-Four-Turnier ermittelt. Die Verlierer der Halbfinals ermitteln im kleinen Finale den Drittplatzierten des Wettbewerbs, während die Sieger der Halbfinals in einem Finalspiel den Gesamtsieger ausspielen.

## Qualifikation
Die Qualifikation wird in drei Qualifikationsturnieren mit einem einzelnen Ausscheidungsspiel durchgeführt. An jedem Qualifikationsturnier nehmen acht Mannschaften teil. Alle Spiele finden im Zeitraum vom 19. September bis 25. September 2025 im bulgarischen Samokov statt.
Die drei Gewinner der Qualifikationsturniere qualifizieren sich für die Gruppenphase.

## Teilnehmer
Folgende Klubs sind bereits für die Hauptrunde 2025/26 qualifiziert (Auflistung in alphabetischer Reihenfolge):
| Team                              | Nationale Liga                       | Halle                                                         |
| --------------------------------- | ------------------------------------ | ------------------------------------------------------------- |
| AEK Betsson BC                    | Stoiximan GBL                        | SUNEL Arena / 9025 Plätze                                     |
| Alba Berlin                       | easyCredit BBL                       | Uber Arena / 14.500 Plätze                                    |
| Bnei Penlink Herzlia              | Ligat ha’Al                          | HaYovel Herzlia /1800 Plätze                                  |
| Cholet Basket                     | LNB Betclic Élite                    | Salle de la Meilleraie / 5191 Plätze                          |
| Dreamland Gran Canaria            | Liga Endesa                          | Gran Canaria Arena / 11.500 Plätze                            |
| ERA Nymburk                       | Kooperativa NBL                      | Sportovní hala Královka / 2500 Plätze                         |
| Filou Oostende                    | BNXT League                          | COREtec Dôme / 4779 Plätze                                    |
| FIT/One Würzburg Baskets          | easyCredit BBL                       | tectake Arena / 3140 Plätze                                   |
| Galatasaray MCT Technic           | Türkiye Sigorta Basketbol Süper Ligi | Basketbol Gelişim Merkezi / 10.000 Plätze                     |
| Hapoel Holon                      | Ligat ha’Al                          | Holon Toto Hall / 5500 Plätze                                 |
| Igokea m:tel                      | Liga BiH                             | Športska dvorana Laktaši / 3500 Plätze                        |
| Joventut de Badalona              | Liga Endesa                          | Pavelló Olímpic de Badalona / 12.500 Plätze                   |
| Karditsa Iaponiki                 | Stoiximan GBL                        | Giannis Bourousis Karditsa New Indoor Arena / 3500 Plätze     |
| La Laguna Tenerife                | Liga Endesa                          | Pabellón Insular Santiago Martín / 5100 Plätze                |
| Le Mans Sarthe Basket             | LNB Betclic Élite                    | Antarès / 6003 Plätze                                         |
| Mersin MSK                        | Türkiye Sigorta Basketbol Süper Ligi | Servet Tazegül Spor Salonu / 7500 Plätze                      |
| MLP Academics Heidelberg          | easyCredit BBL                       | SNP Dome / 4410 Plätze                                        |
| NHSZ-Szolnoki Olajbányász         | Nemzeti Bajnokság I/A                | Tiszaligeti Sportcsarnok                                      |
| Pallacanestro Trieste             | Lega Basket Serie A                  | PalaTrieste / 6943 Plätze                                     |
| Promitheas Patras Vikos Cola      | Stoiximan GBL                        | Dimitris Tofalos Arena / 4200 Plätze                          |
| BC Rytas Vilnius                  | Betsafe LKL                          | Active Vilnius Arena / 2500 Plätze                            |
| Sabah BC                          | Azərbaycan Basketbol Liqası          | Sərhədçi İdman Mərkəzi / 3250 Plätze                          |
| Benfica Lissabon                  | Liga Portuguesa de Basquetebol       | Pavilhão Fidelidade / 2400 Plätze                             |
| Spartak Office Shoes              | Košarkaška liga Srbije               | Sportska hala Dudova Šuma / 2000 Plätze                       |
| Tofas Bursa                       | Türkiye Sigorta Basketbol Süper Ligi | Tofaş Spor Salonu / 7500 Plätze                               |
| Trapani Shark                     | Lega Basket Serie A                  | Pala Shark / 4325 Plätze                                      |
| Unicaja Málaga (Titelverteidiger) | Liga Endesa                          | Palacio de Deportes José María Martín Carpena / 11.300 Plätze |
| BK VEF Rīga                       | Pafbet LBL                           | Xiaomi Arena / 11.200 Plätze                                  |
| Legia Warschau                    | Orlen Basket Liga                    | Arena COS Torwar / 4806 Plätze                                |

## Gruppenphase
Die Gruppenphase mit je vier Mannschaften in acht Gruppen beginnt am 1. Oktober 2025 und endet am 18. Dezember 2025. Die Gruppensieger qualifizieren sich direkt für das Achtelfinale, die Gruppenzweiten und -dritten für die Zwischenrunde.
Die Auslosung der Gruppenphase fand am 2. Juli 2025 in Lausanne in der Schweiz statt.

### Gruppe A
| Pl. | Club                         | Sp | S | N | P+ | P- | PD | Pkt |     | VIL | PAT | LEG | HEI |
| --- | ---------------------------- | -- | - | - | -- | -- | -- | --- | --- | --- | --- | --- | --- |
| 1.  | BC Rytas Vilnius             | 0  | 0 | 0 | 0  | 0  | 0  | 0   | –   | -:- | -:- | -:- |     |
| 2.  | Promitheas Patras Vikos Cola | 0  | 0 | 0 | 0  | 0  | 0  | 0   | -:- | –   | -:- | -:- |     |
| 3.  | Legia Warschau               | 0  | 0 | 0 | 0  | 0  | 0  | 0   | -:- | -:- | –   | -:- |     |
| 4.  | MLP Academics Heidelberg     | 0  | 0 | 0 | 0  | 0  | 0  | 0   | -:- | -:- | -:- | –   |     |

### Gruppe B
| Pl. | Club          | Sp | S | N | P+ | P- | PD | Pkt |     | BER | NYM | SBC | – |
| --- | ------------- | -- | - | - | -- | -- | -- | --- | --- | --- | --- | --- | - |
| 1.  | Alba Berlin   | 0  | 0 | 0 | 0  | 0  | 0  | 0   | –   | -:- | -:- | -:- |   |
| 2.  | ERA Nymburk   | 0  | 0 | 0 | 0  | 0  | 0  | 0   | -:- | –   | -:- | -:- |   |
| 3.  | Sabah BC      | 0  | 0 | 0 | 0  | 0  | 0  | 0   | -:- | -:- | –   | -:- |   |
| 4.  | Gewinner QRT3 | 0  | 0 | 0 | 0  | 0  | 0  | 0   | -:- | -:- | -:- | –   |   |

### Gruppe C
| Pl. | Club                 | Sp | S | N | P+ | P- | PD | Pkt |     | JOV | HOL | CHO | – |
| --- | -------------------- | -- | - | - | -- | -- | -- | --- | --- | --- | --- | --- | - |
| 1.  | Joventut de Badalona | 0  | 0 | 0 | 0  | 0  | 0  | 0   | –   | -:- | -:- | -:- |   |
| 2.  | Hapoel Holon         | 0  | 0 | 0 | 0  | 0  | 0  | 0   | -:- | –   | -:- | -:- |   |
| 3.  | Cholet Basket        | 0  | 0 | 0 | 0  | 0  | 0  | 0   | -:- | -:- | –   | -:- |   |
| 4.  | Gewinner QRT2        | 0  | 0 | 0 | 0  | 0  | 0  | 0   | -:- | -:- | -:- | –   |   |

### Gruppe D
| Pl. | Club                 | Sp | S | N | P+ | P- | PD | Pkt |     | TEN | TOF | HER | TRA |
| --- | -------------------- | -- | - | - | -- | -- | -- | --- | --- | --- | --- | --- | --- |
| 1.  | La Laguna Tenerife   | 0  | 0 | 0 | 0  | 0  | 0  | 0   | –   | -:- | -:- | -:- |     |
| 2.  | Tofas Bursa          | 0  | 0 | 0 | 0  | 0  | 0  | 0   | -:- | –   | -:- | -:- |     |
| 3.  | Bnei Penlink Herzlia | 0  | 0 | 0 | 0  | 0  | 0  | 0   | -:- | -:- | –   | -:- |     |
| 4.  | Trapani Shark        | 0  | 0 | 0 | 0  | 0  | 0  | 0   | -:- | -:- | -:- | –   |     |

### Gruppe E
| Pl. | Club                     | Sp | S | N | P+ | P- | PD | Pkt |     | GAL | IGO | WÜR | TRI |
| --- | ------------------------ | -- | - | - | -- | -- | -- | --- | --- | --- | --- | --- | --- |
| 1.  | Galatasaray MCT Technic  | 0  | 0 | 0 | 0  | 0  | 0  | 0   | –   | -:- | -:- | -:- |     |
| 2.  | Igokea m:tel             | 0  | 0 | 0 | 0  | 0  | 0  | 0   | -:- | –   | -:- | -:- |     |
| 3.  | FIT/One Würzburg Baskets | 0  | 0 | 0 | 0  | 0  | 0  | 0   | -:- | -:- | –   | -:- |     |
| 4.  | Pallacanestro Trieste    | 0  | 0 | 0 | 0  | 0  | 0  | 0   | -:- | -:- | -:- | –   |     |

### Gruppe F
| Pl. | Club                      | Sp | S | N | P+ | P- | PD | Pkt |     | AEK | VEF | SZO | – |
| --- | ------------------------- | -- | - | - | -- | -- | -- | --- | --- | --- | --- | --- | - |
| 1.  | AEK Betsson BC            | 0  | 0 | 0 | 0  | 0  | 0  | 0   | –   | -:- | -:- | -:- |   |
| 2.  | BK VEF Rīga               | 0  | 0 | 0 | 0  | 0  | 0  | 0   | -:- | –   | -:- | -:- |   |
| 3.  | NHSZ-Szolnoki Olajbányász | 0  | 0 | 0 | 0  | 0  | 0  | 0   | -:- | -:- | –   | -:- |   |
| 4.  | Gewinner QRT1             | 0  | 0 | 0 | 0  | 0  | 0  | 0   | -:- | -:- | -:- | –   |   |

### Gruppe G
| Pl. | Club              | Sp | S | N | P+ | P- | PD | Pkt |     | UNI | OOS | MER | KAR |
| --- | ----------------- | -- | - | - | -- | -- | -- | --- | --- | --- | --- | --- | --- |
| 1.  | Unicaja Málaga    | 0  | 0 | 0 | 0  | 0  | 0  | 0   | –   | -:- | -:- | -:- |     |
| 2.  | Filou Oostende    | 0  | 0 | 0 | 0  | 0  | 0  | 0   | -:- | –   | -:- | -:- |     |
| 3.  | Mersin MSK        | 0  | 0 | 0 | 0  | 0  | 0  | 0   | -:- | -:- | –   | -:- |     |
| 4.  | Karditsa Iaponiki | 0  | 0 | 0 | 0  | 0  | 0  | 0   | -:- | -:- | -:- | –   |     |

### Gruppe H
| Pl. | Club                   | Sp | S | N | P+ | P- | PD | Pkt |     | CAN | BEN | LMS | SPA |
| --- | ---------------------- | -- | - | - | -- | -- | -- | --- | --- | --- | --- | --- | --- |
| 1.  | Dreamland Gran Canaria | 0  | 0 | 0 | 0  | 0  | 0  | 0   | –   | -:- | -:- | -:- |     |
| 2.  | Benfica Lissabon       | 0  | 0 | 0 | 0  | 0  | 0  | 0   | -:- | –   | -:- | -:- |     |
| 3.  | Le Mans Sarthe Basket  | 0  | 0 | 0 | 0  | 0  | 0  | 0   | -:- | -:- | –   | -:- |     |
| 4.  | Spartak Office Shoes   | 0  | 0 | 0 | 0  | 0  | 0  | 0   | -:- | -:- | -:- | –   |     |